# 同盟者戰爭 (前357至前355年)
同盟者戰爭（Social War，或稱同盟戰爭、同盟國戰爭），又稱盟邦戰爭（War of the Allies或稱聯誼戰爭），指發生在西元前357年到前355年，雅典的第二雅典帝國與希俄斯岛、羅得島、科斯島、獨立拜占庭所結成的盟邦之間的戰爭。結果雅典戰敗，第二雅典同盟瓦解。